# Locked in a Garage Band
Locked in a Garage Band è un film del 2012 diretto da Jennifer Westcott. Filmato quasi interamente in una location a Mission, Columbia Britannica, Canada, è stato pubblicato il 4 settembre 2012.

## Trama
Una rock-band del college fuori dagli schemi è sul punto del collasso; i sei membri della band si trovano rinchiusi in un garage, senza via di fuga, a parlare delle loro differenze e dei loro conflitti.

## Produzione
Il film è stato girato interamente con una camera Red One, con un budget di circa 500 000 dollari canadesi.